# Rynek w Lwówku Śląskim
Rynek w Lwówku Śląskim (niem. Niedermarkt + Obermarkt, Marktplatz, daw. pol. Rynek, ob. plac Wolności) – rynek Starego Miasta w Lwówku Śląskim, na planie zwężającego się prostokąta, u zbiegu 9 ulic (przed II wojną światową 10), wytyczony w XIII wieku jako centralny plac miejscowości. Przed drugą wojną światową istniał formalny podział rynku na Górny Rynek od zachodu (niem. Obermarkt), który obejmował swoim zasięgiem plac przy wieży ratuszowej i na Dolny Rynek od wschodu (niem. Niedermarkt) znajdujący się przy Fontannie Sukienników. Obecnie rynek w Lwówku Śląskim tylko nieformalnie dzielony jest na górny i dolny, a oficjalnie funkcjonuje pod nazwą placu Wolności.
Rynek zajmuje centralną część miasta lokowanego na prawie magdeburskim; ma kształt prostokąta ok. 200 × 60 m. Przez rynek przebiega Droga Królewska (Via Regia), główny trakt komunikacyjny miasta średniowiecznego.
Historia Rynku sięga XIII wieku; jest największym (11 919 m², czyli 1,1919 ha powierzchni) placem Lwówka Śląskiego, a także jednym z największych rynków w na Dolnym Śląsku (na Dolnym Śląsku większe są we Wrocławiu – 3,8 ha, Legnicy – ok. 1,4 ha, Chojnowie - ok. 1,3 ha i Głogowie – ok. 1,2 ha, natomiast rynki w Wałbrzychu, Jeleniej Górze i Lubinie są nieco mniejsze).
Na rynku i w jego sąsiedztwie znajdują się ważne zabytki – Ratusz Miejski, Agatowa Kamienica, Budynek Ław Szewskich i Chlebowych, Fontanna Sukienników, Fontanna z Lwem, Kamienice Śródrynkowe.

## Obiekty w rynku

### Ratusz
Ratusz w Lwówku Śląskim to gotycko-renesansowy budynek wzniesiony w latach 1522-1524, na skutek rozbudowy poprzedniego ratusza. Rozbudowany w latach 1902-1905, obecnie jest siedzibą władz miejskich, placówki historyczno-muzealnej i innych instytucji.

### Blok śródrynkowy
Blok śródrynkowy, określany jako tret, znajduje się naprzeciwko wschodniej ściany ratusza.

### Kamienice

#### Agatowa Kamienica
Agatowa Kamienica to zabytkowa, renesansowa kamienica w Lwówku Śląskim z 2 poł. XV w., dawny dom burmistrza.

#### Budynek Ław Szewskich i Chlebowych
Kamienica dawnych ław chlebowych i szewskich z 1494 r.

### Fontanny

#### Fontanna Sukienników
Zabytkowa Fontanna Sukienników na Dolnym Rynku - najokazalsza i najstarsza fontanna spośród trzech zlokalizowanych na płycie lwóweckiego rynku.

#### Fontanna z Lwem
Fontanna z Lwem na Górnym Rynku - fontanna z rzeźbą lwa nawiązująca do nazwy Lwówka Śląskiego.

#### Fontanna z Sową
Najnowsza spośród fontann na lwóweckim rynku. Znajduje się na południowej ścianie ratusza.

### Pręgierz
W XX wieku przeniesiono pręgierz, który znajdował się na Dolnym Rynku, a następnie w Baszcie Bramy Lubańskiej do Sali Mieszczańskiej ratusza. Znajduje się on tam do dziś i raczej, z racji na niewielką zachowaną jego część jak i na jego zły stan techniczny, nie powróci już w miejsce swojej pierwotnej lokalizacji. Sam pręgierz składa się z dwóch części - owalnego, żłobkowanego słupa o wys. ok. 2 m i ozdobnej głowicy.

### Pomnik Napoleona Bonaparte
Na Górnym Rynku znajdował się pomnik Napoleona Bonaparte, który nocował w mieście i stoczył w okolicy Lwówka Śląskiego dwie bitwy. Po rewitalizacji rynku został przeniesiony na nowo utworzony skwer Napoleona, który wyznaczono na plantach miejskich naprzeciwko szkoły podstawowej nr 2

### Tablica pamiątkowa
Tablica Pamiątkowa Nadania Praw Miejskich z 1967 roku (750-lecie praw miejskich) znajduje się na południowej ścianie wieży ratuszowej.

## Imprezy i wydarzenia
Rynek jest miejscem cyklicznych spotkań, letnich festiwali, koncertów, targów i prezentacji:
- Orszak Trzech Króli w Święto Trzech Króli (styczeń)
- Jarmark Wielkanocny (kwiecień)
- Lwóweckie Lato Agatowe (lipiec)
- Narodowe Czytanie (wrzesień)
- Dolnośląski Festiwal Dary Lasu (wrzesień)[10]
- Lwóweckie Jasełka Uliczne (grudzień)
- Jarmark Bożonarodzeniowy (grudzień)